# Mark de Moor
Mark de Moor is een personage uit de Nederlandse soapserie Goede tijden, slechte tijden. De rol werd tussen februari 1992 en november 1993 gespeeld door acteur en inmiddels presentator Tim Immers. Tussen april en mei 1995 maakte hij een tijdelijke comeback. In 2018 kroop hij opnieuw in de huid van Mark. Het was voor het eerst dat een personage na zo'n lange tijd (23 jaar) weer terugkeerde.

## Levensverhaal

### Dian
Marks ouders zijn in zijn jeugd gescheiden. Zijn vader is vaak op zakenreis en verhuurt soms enkele kamers van het woonhuis. Dian Alberts en haar tante Sandra Mulder gaan naar de zwemkampioenschappen en boeken een kamer bij Marks vader. Omdat Marks vader op zakenreis is, moet hij de twee vrouwen ontvangen. Sandra is onder de indruk. Dian ook, maar wil dit eigenlijk niet toegeven. Mark is professioneel zwemmer en doet ook mee aan de kampioenschappen. Dian blijft haar gevoelens voor hem ontkennen. Mark doet een paar pogingen om Dian te verleiden, maar zonder succes.
Sandra gaat naar huis toe en laat Dian alleen achter met Mark. Mark heeft Dian eindelijk zover dat ze aan haar gevoelens toegeeft. Als ze op het punt staan om naar bed te gaan, gaat de telefoon. Dians vriend Tim Waterman belt om te vragen hoe het gaat. Dian voelt zich schuldig en breekt met Mark. Ze gaat terug naar huis en probeert haar leven weer op te pakken.

### Meerdijk
Mark gaat naar Meerdijk toe om Dians hart te veroveren. Dians vader Jef heeft goede verhalen over hem gehoord en besluit hem een logeerbed aan te bieden. Dian is minder blij met zijn komst naar Meerdijk, omdat ze haar gevoelens niet meer kan ontkennen. Mark gaat verder met het versieren van Dian. Dian wil niet het zoveelste meisje zijn dat hij kan krijgen. De relatie met Tim loopt ook niet echt lekker.
Tim weet dat Mark achter Dian aanzit en er ontstaat een soort strijd. Ze proberen allebei te bewijzen dat zij het beste vriendje voor Dian zijn. Dian begint hen allebei irritant te vinden. Anita haalt Mark over om een grapje met Tim uit te halen. Ze geven hem verslappingsmiddelen waardoor hij niet naar een afspraakje naar Dian kan. Anita vindt dat Tim ook een kans verdient om Mark terug te pakken. Ze bedenkt het idee om een escortgirl op Mark af te sturen. Tim regelt Melissa Meyer. Mark loopt in de val en denkt dat hij een leuke nacht met Melissa gaat hebben.
Als zij zich even gaat douchen, komen Tim en Anita de kamer in om zijn kleren te pakken. Tim zit zonder kleren in een hotel. Hij vindt een koeiendeken en gaat daarin gehuld naar de receptie. Mark en Tim beloven elkaar nog meer streken uit te halen, maar Anita stelt voor om vrede te sluiten. Dit doen ze. Anita laat weten dat er maar één oplossing is: de mannen moeten allebei Dian bellen voor een afspraakje. Wie afzegt met een smoes, valt af. Uiteindelijk is Mark de gelukkige winnaar, Dian heeft Tim afgebeld. Als Anita haar vriendin Dian vertelt wat ze hebben uitgehaald, kan Dian dit niet waarderen. Anita vindt dat ze eerlijk heeft toegegeven aan haar gevoelens.
Nu Tim uit beeld is, wil het Mark nog niet lukken om een relatie met Dian te krijgen. Als Dian hoort dat haar ouders gaan scheiden, probeert Mark haar te troosten. Dian en Mark kussen elkaar en gaan met elkaar naar bed. Mark maakt Dian duidelijk dat hij geen misbruik van haar heeft gemaakt. Dian is hier blij mee. Uiteindelijk krijgt hij een relatie met Marieke en verhuist naar Italië om een restaurant te beginnen.

### Terugkeer
Na 23 jaar komt Mark samen met Marieke terug naar Nederland en het blijkt dat de twee in de tussentijd zijn getrouwd. Door financiële problemen willen ze een nieuw begin maken in Meerdijk. Echter houden ze de schijn over hun situatie op voor vrienden en familie. Wanneer ze dit later bekendmaken mogen ze bij Ludo en Janine wonen. Na een paar maanden krijgt Marieke de diagnose dementie. Nadat Mark dit te horen heeft gekregen, sluit hij zich steeds meer van haar af. Hij weet niet hoe hij hier mee moet omgaan en heeft in het geheim seks met verschillende vrouwen onder wie Sjors Langeveld. Wanneer dit uitkomt, verlaat Mark voor een paar dagen het huis maar hij keert al snel terug omdat Marieke hem vergeeft en nodig heeft.
Marieke wordt aangereden en Marieke sterft later in de armen van haar man Mark. Als hij erachter komt dat Hein Lisseberg hier verantwoordelijk voor is wil hij hem iets aandoen. Mark schiet hem uiteindelijk dood nadat Hein Janine probeert te wurgen nadat ze ontsnapte uit haar gevangenschap bij Hein. Hierop gaat hijzelf de gevangenis in.